# 磐田駅

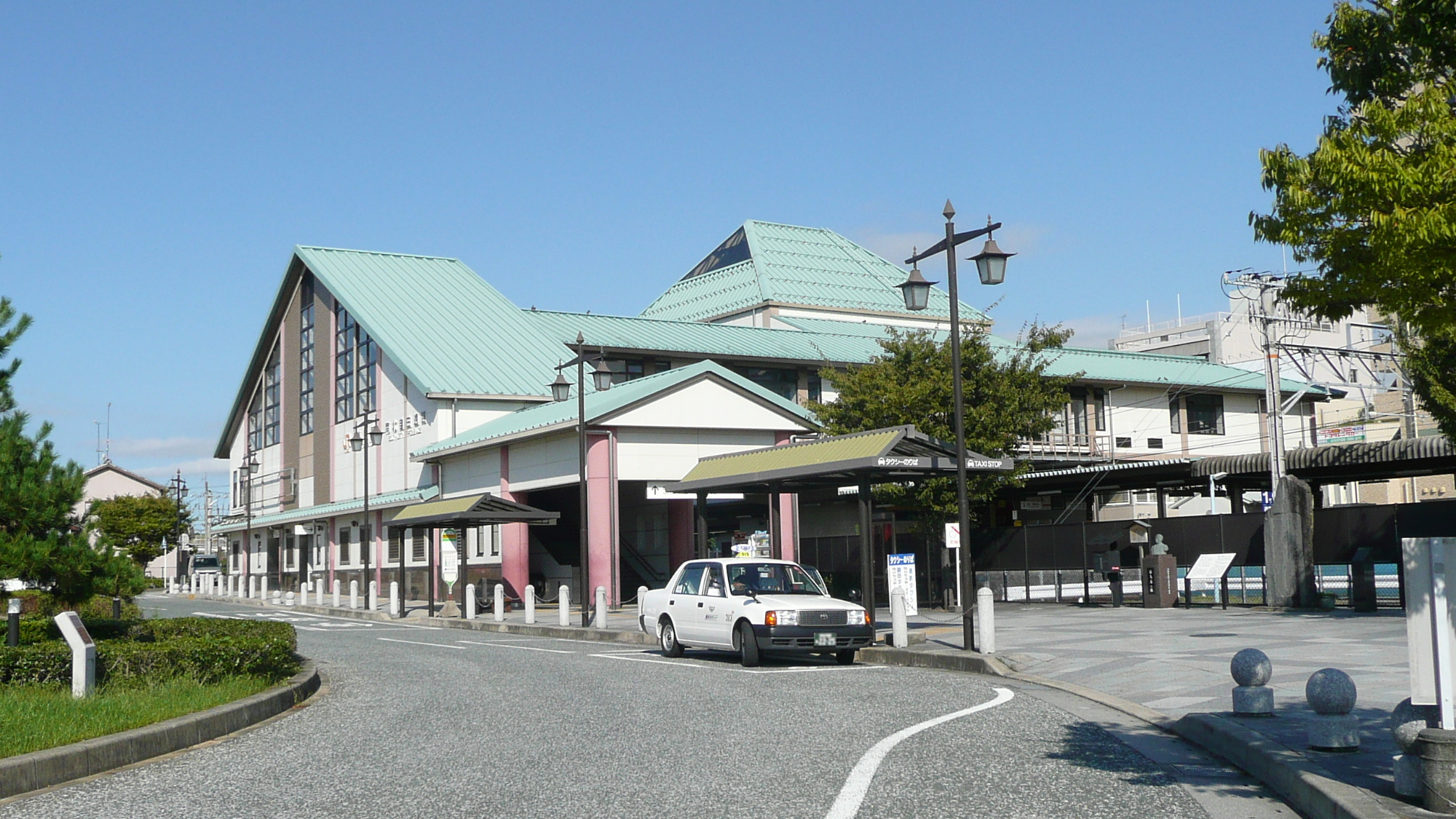
南口（2008年9月）

磐田駅（いわたえき）は、静岡県磐田市中泉にある、東海旅客鉄道（JR東海）・日本貨物鉄道（JR貨物）東海道本線の駅である。駅番号はCA31。

## 歴史
- 1889年（明治22年）4月16日：中泉駅（なかいずみえき）として、官設鉄道 静岡 - 浜松間開通時に開業[2]。一般駅[2]。
  - 当時は、駅舎が現在よりもやや西にあったとされている。
- 1895年（明治28年）4月1日：線路名称制定。東海道線（1909年に東海道本線に改称）の所属となる。
- 1909年（明治42年）：中泉軌道が開業。
- 1915年（大正4年）6月：2代目の駅舎に改築。
- 1928年（昭和3年）11月20日：光明電気鉄道の新中泉駅が開業。
- 1930年（昭和5年）：
  - 5月30日 - 昭和天皇が静岡県内を行幸。中泉駅発-浜松駅着のお召し列車が運転[3]。
  - 中泉軌道営業休止（1932年廃止）。
- 1935年（昭和10年）1月21日：新中泉駅営業停止（翌年7月20日正式廃止[4]）。
- 1942年（昭和17年）10月10日：磐田駅に改称。
- 1957年（昭和32年）10月25日：3代目の鉄筋2階建駅舎に改築。
- 1986年（昭和61年）11月1日：荷物の取扱を廃止[2]。
- 1987年（昭和62年）
  - 2月22日：みどりの窓口開設[5]。
  - 4月1日：国鉄分割民営化によりJR東海・JR貨物が継承[2]。
- 1992年（平成4年）11月14日：自動改札機を導入[6]。
- 1996年（平成8年）2月26日：貨物列車発着の最終日。
- 2000年（平成12年）1月30日：4代目の橋上駅舎に改築[1]。
- 2006年（平成18年）4月1日：南口バスターミナル使用開始。
- 2008年（平成20年）3月1日：TOICAのサービス開始。
- 2016年（平成28年） 3月12日：北口広場が完成。

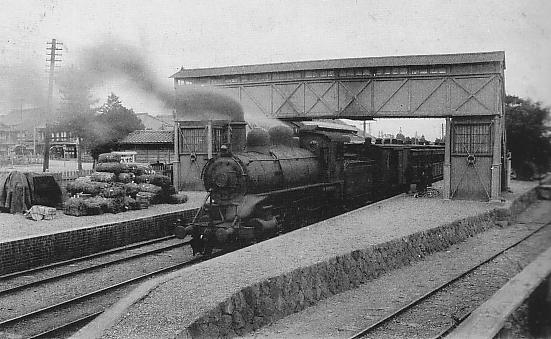
大正時代の中泉駅。1915年設置の跨線橋が見える。
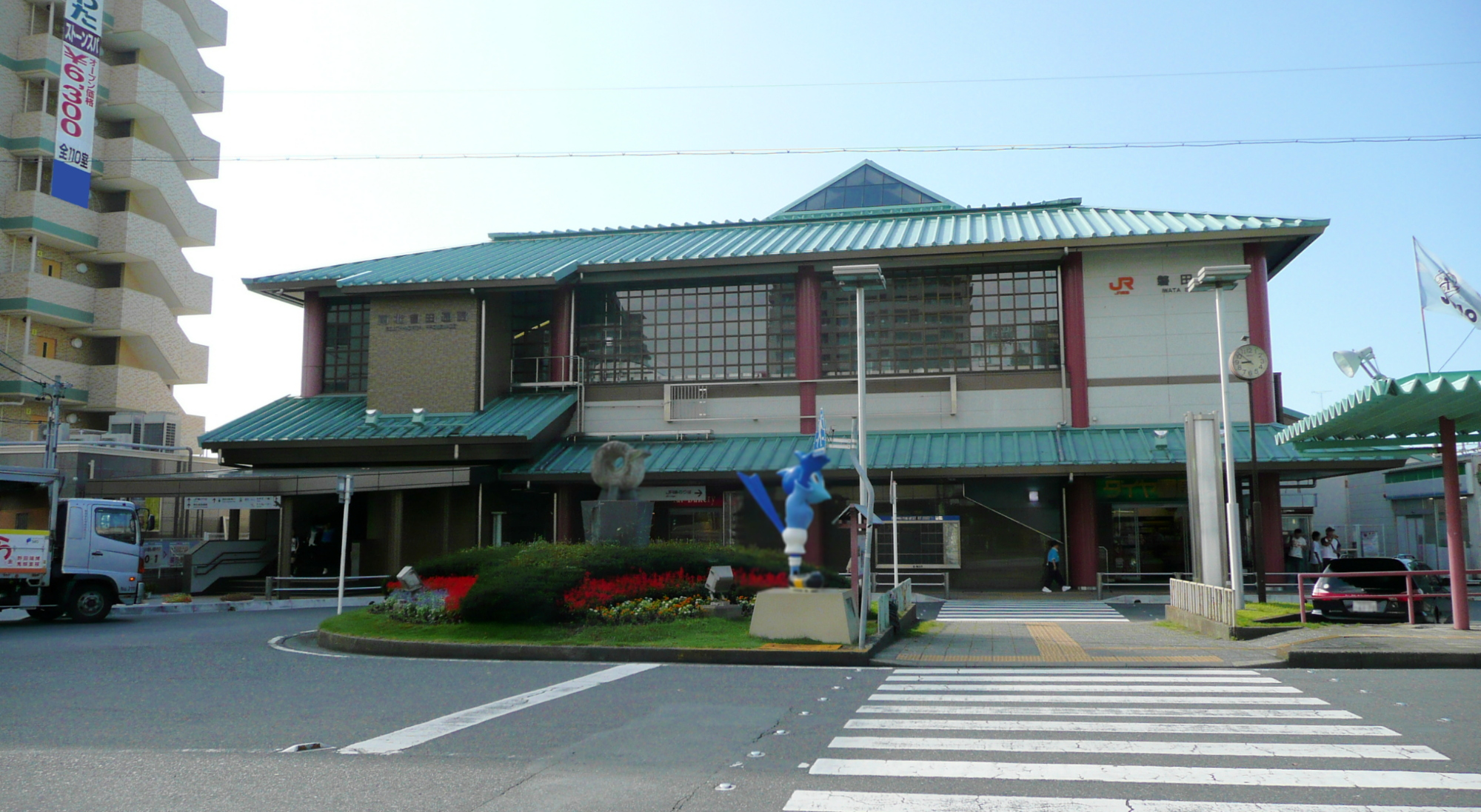
ロータリー改修前の北口（2008年9月）
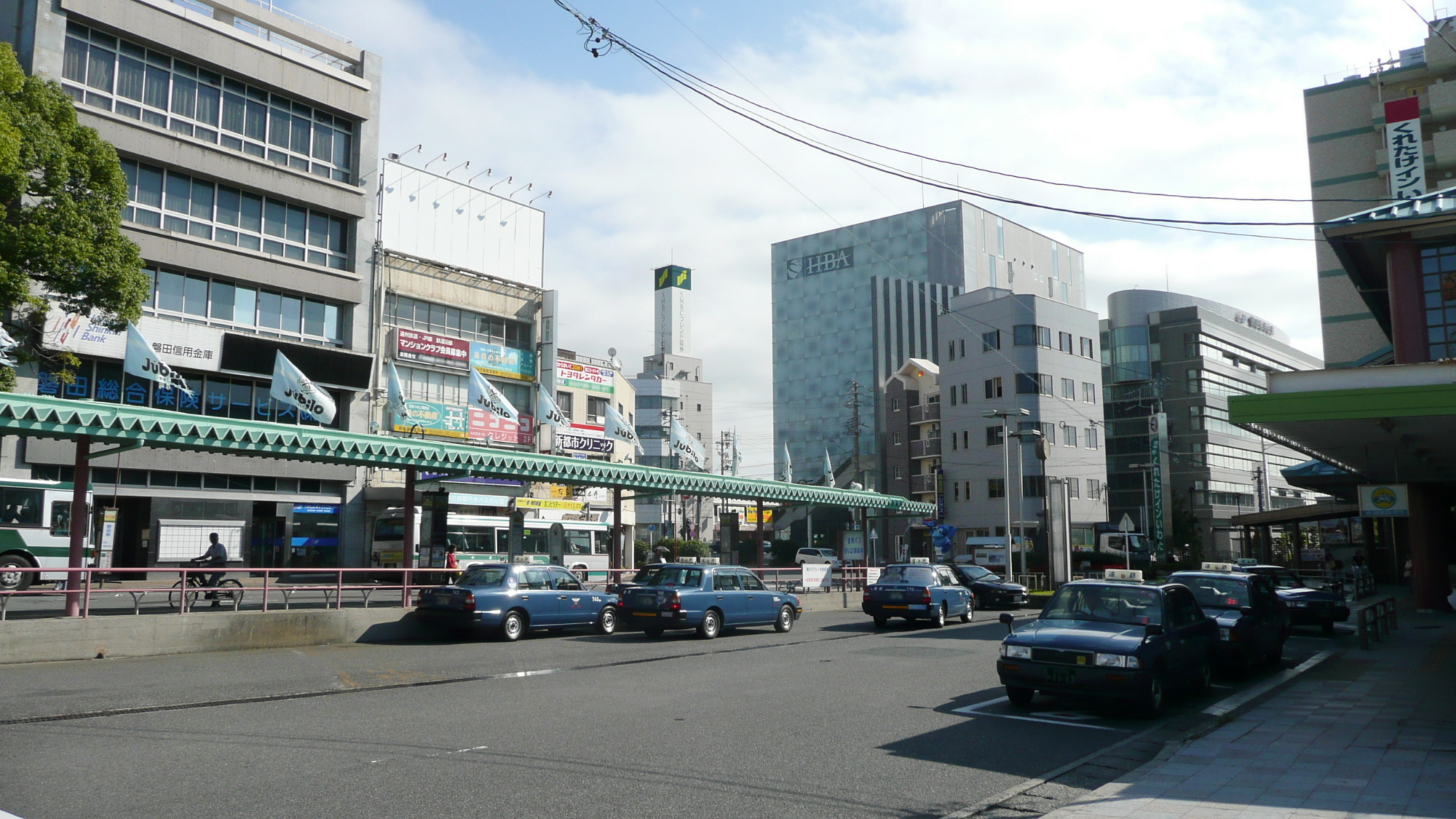
ロータリー改修前の北口駅前広場（2008年9月）

## 駅構造
単式ホーム1面1線と島式ホーム1面2線、合計2面3線のホームを持ち、橋上駅舎を備える地上駅。構内は北側から単式ホーム（1番線・副本線）、島式ホーム（2・3番線本線）の順に並んでいる。ただし、コンコースにも1番線への案内はなく、1番線への通路も通常はシャッターが閉じられている。2014年3月ダイヤ改正時点で1番線に発着する定期旅客列車の設定はない。
駅長・駅員配置駅（直営駅）である。管理駅として、御厨駅と豊田町駅を管理している。JR全線きっぷうりばがある。
駅舎横に本駅で1915年(当時は中泉駅)から1986年7月まで使用されていた跨線橋の鋳鉄柱が保存展示されている。「明治四十四年」「鉄道院」「川崎造船所兵庫分工場鉄道部製造」の刻印がある。製造から設置まで間があるが、理由は不明。
また、平成23年（2011年）度より北口広場の整備事業が始まり、2016年（平成28年）3月12日に完成を記念する式典が行われた。バス・タクシー・自家用車のロータリーが整備された。

### のりば
| 番線 | 路線           | 方向           | 行先           |
| ---- | -------------- | -------------- | -------------- |
| 1    | （予備ホーム） | （予備ホーム） | （予備ホーム） |
| 2    | CA 東海道本線  | 上り           | 静岡・沼津方面 |
| 3    | CA 東海道本線  | 下り           | 浜松・豊橋方面 |

（出典：JR東海:駅構内図）

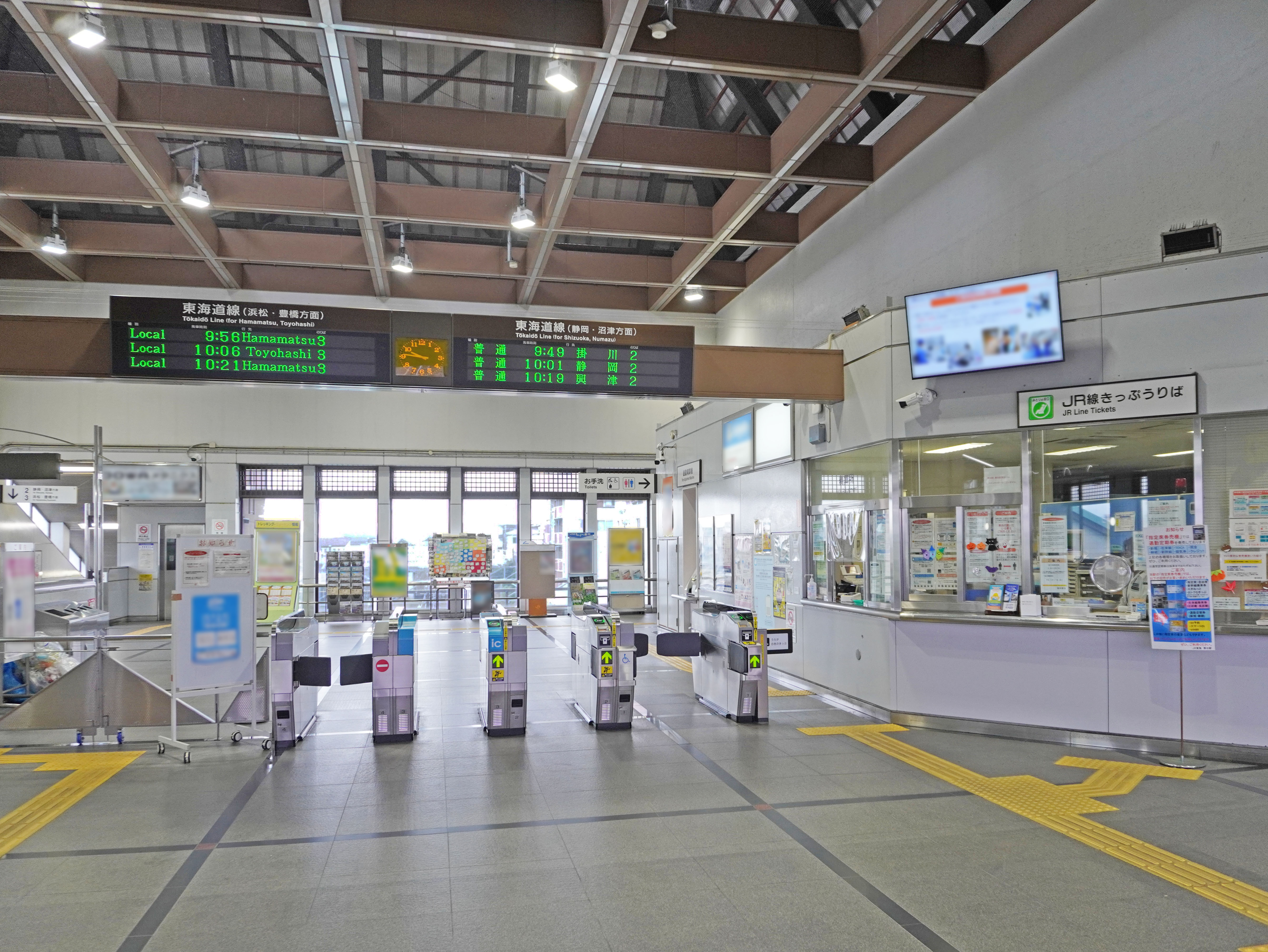
改札口（2022年10月）
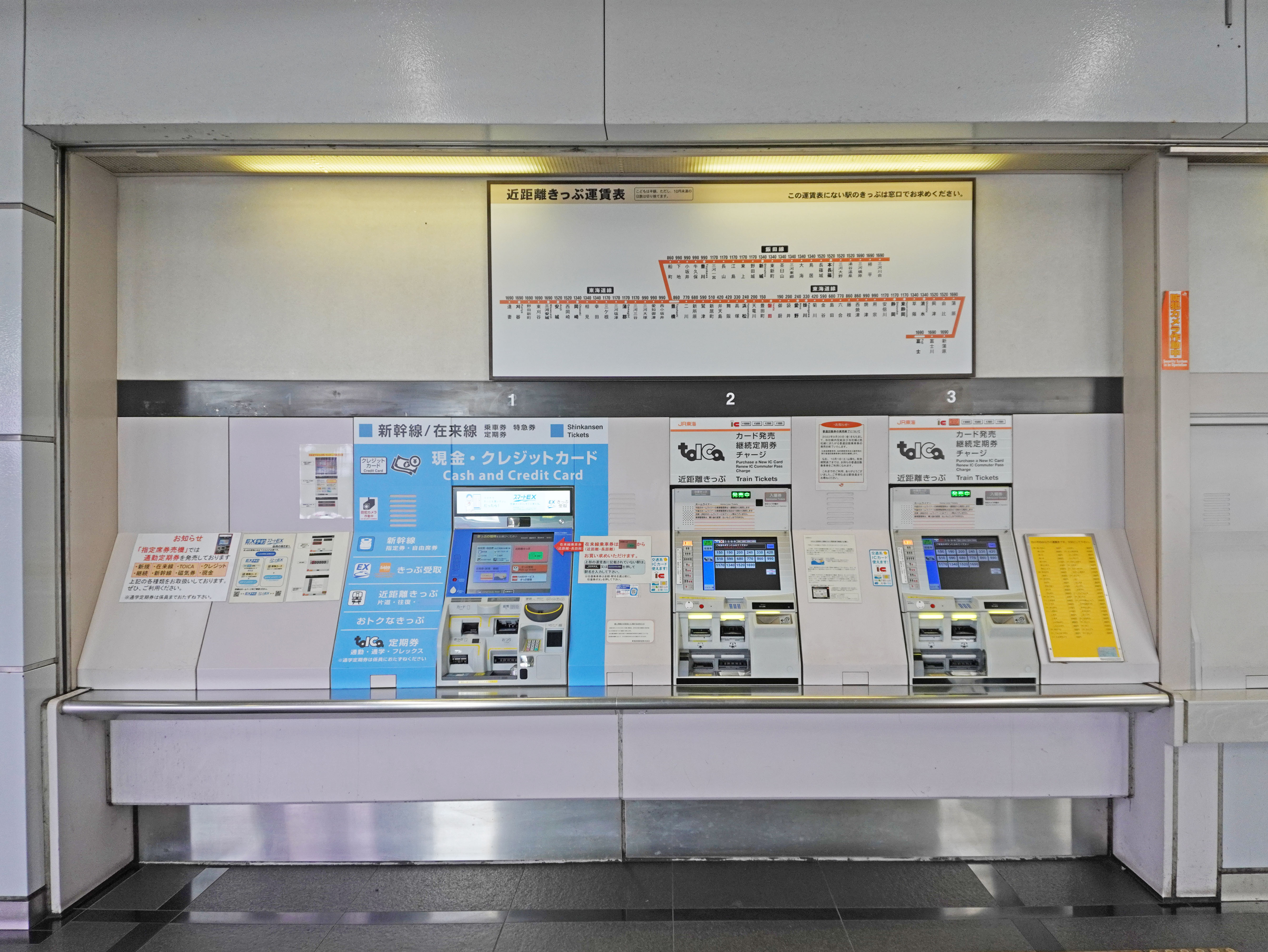
自動券売機（2022年10月）
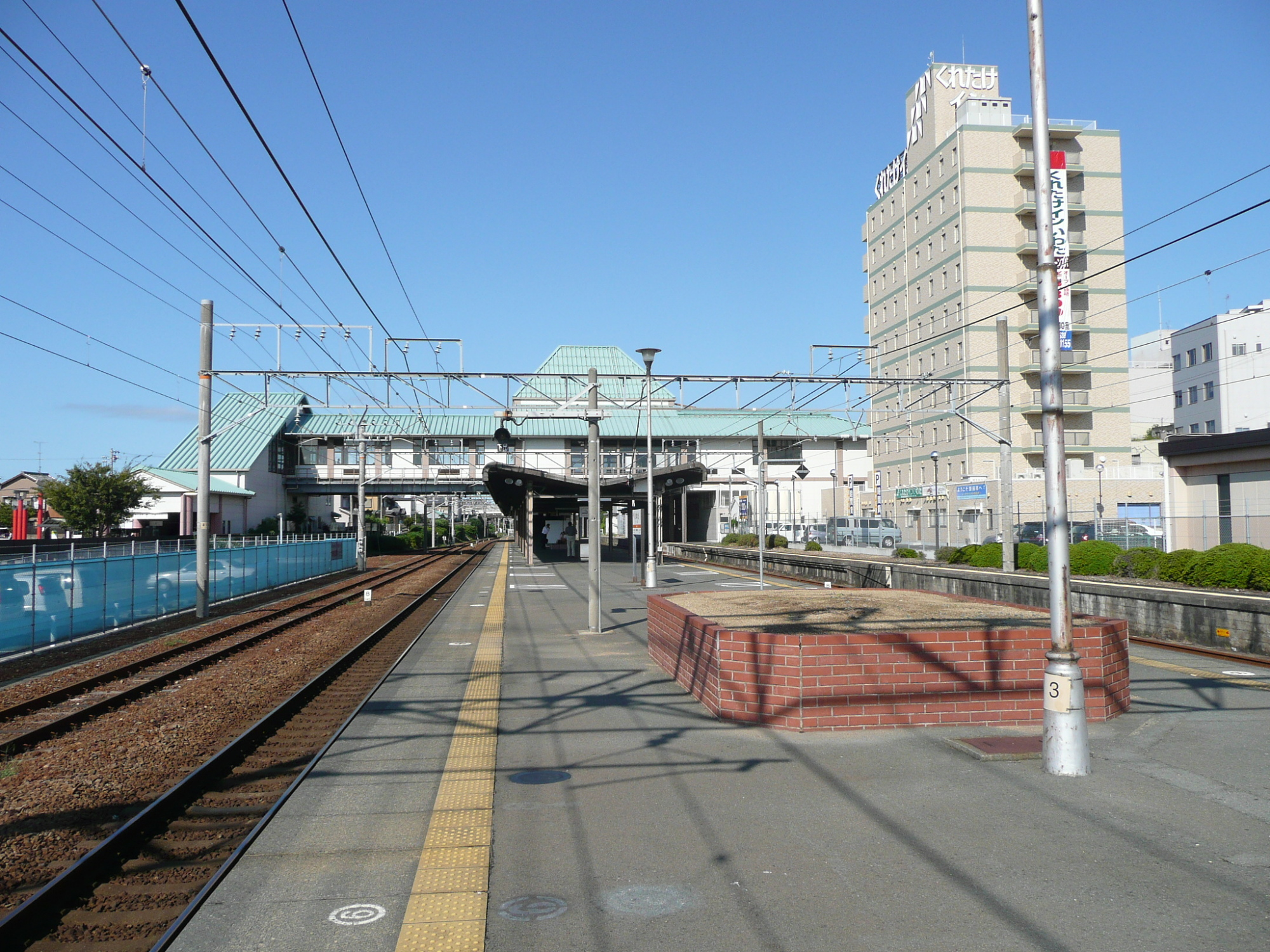
ホーム（2008年9月）
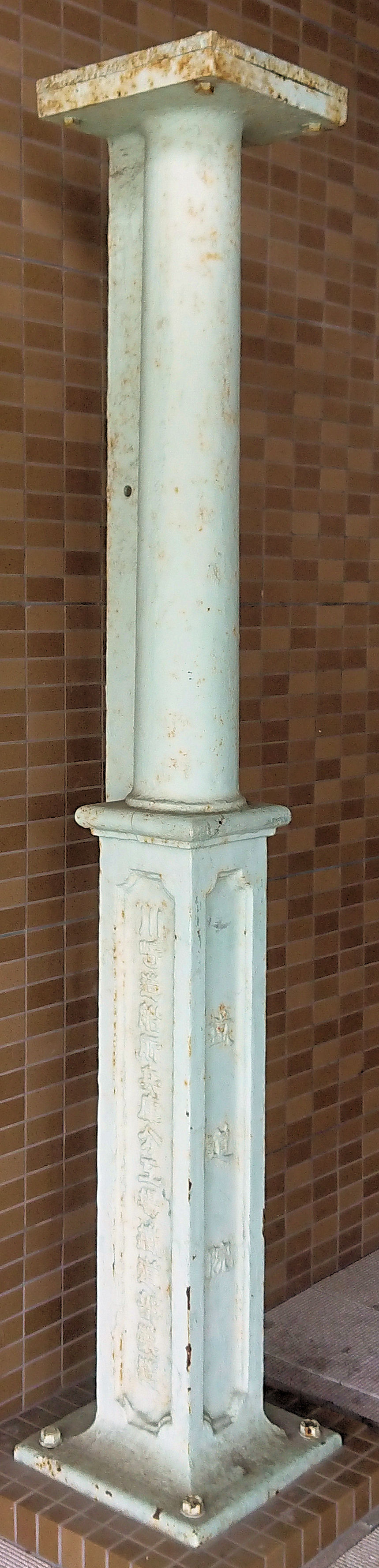
1915年設置の跨線橋に使用されていた柱（2018年7月）

## 貨物取扱
JR貨物の駅は現在、臨時車扱貨物のみを取り扱っており貨物列車の発着はない。
1996年（平成8年）2月まで、駅西側にある日本たばこ産業磐田倉庫へ続く専用線が存在した。1995年（平成7年）10月に日本たばこ産業向けの有蓋車による製品輸送は廃止されたが、最後まで日本アルコール産業磐田工場で生産されたアルコールの輸送が行われていた。
また国鉄分割民営化のしばらく後まで駅舎東に有蓋車用貨物ホームがあったほか、1980年代まで駅南側にあった遠州日石磐田油槽所や富士製粉（現・日東富士製粉）磐田工場（1990年閉鎖・メルシャン磐田工場東隣）へ続く専用線も存在した。

## 利用状況
「磐田市統計書」「静岡県統計年鑑」によると、2021年度（令和3年度）の1日平均乗車人員は4,866人である。
1993年度（平成5年度）以降の推移は以下のとおりである。
| 乗車人員推移       | 乗車人員推移     | 乗車人員推移 |
| 年度               | 1日平均 乗車人員 | 出典         |
| ------------------ | ---------------- | ------------ |
| 1993年（平成05年） | 9,494            | [ 9 ]        |
| 1994年（平成06年） | 8,948            | [ 9 ]        |
| 1995年（平成07年） | 8,751            | [ 9 ]        |
| 1996年（平成08年） | 8,658            | [ 9 ]        |
| 1997年（平成09年） | 8,389            | [ 9 ]        |
| 1998年（平成10年） | 8,231            | [ 9 ]        |
| 1999年（平成11年） | 8,451            | [ 9 ]        |
| 2000年（平成12年） | 8,100            | [ 9 ]        |
| 2001年（平成13年） | 8,088            | [ 9 ]        |
| 2002年（平成14年） | 7,823            | [ 9 ]        |
| 2003年（平成15年） | 7,845            | [ 9 ]        |
| 2004年（平成16年） | 7,983            | [ 9 ]        |
| 2005年（平成17年） | 7,946            | [ 9 ]        |
| 2006年（平成18年） | 8,028            | [ 9 ]        |
| 2007年（平成19年） | 8,066            | [ 9 ]        |
| 2008年（平成20年） | 8,040            | [ 9 ]        |
| 2009年（平成21年） | 7,795            | [ 9 ]        |
| 2010年（平成22年） | 7,692            | [ 9 ]        |
| 2011年（平成23年） | 7,776            | [ 9 ]        |
| 2012年（平成24年） | 7,845            | [ 9 ]        |
| 2013年（平成25年） | 7,953            | [ 9 ]        |
| 2014年（平成26年） | 7,771            | [ 9 ]        |
| 2015年（平成27年） | 7,980            | [ 9 ]        |
| 2016年（平成28年） | 8,003            | [ 9 ]        |
| 2017年（平成29年） | 8,157            | [ 8 ] [ 9 ]  |
| 2018年（平成30年） | 8,179            | [ 8 ] [ 9 ]  |
| 2019年（令和元年） | 8,046            | [ 8 ] [ 9 ]  |
| 2020年（令和02年） | 4,933            | [ 8 ] [ 9 ]  |
| 2021年（令和03年） | 4,866            | [ 8 ] [ 9 ]  |

## 駅周辺
- 磐田市役所
- 遠江国分寺跡
- 府八幡宮
- ジュビロード
- 天平のまち
- スポーツクラブアクトス磐田店
- くれたけインいわた
- ABホテル 磐田
- 日本アルコール産業磐田工場
- メルシャン磐田工場
- ヤマハ発動機第五工場
- 磐田駅前しっぺい像
- マックスバリュ磐田中泉店
- アピタ磐田店
- 静岡県立磐田農業高等学校
- 静岡県立磐田西高等学校

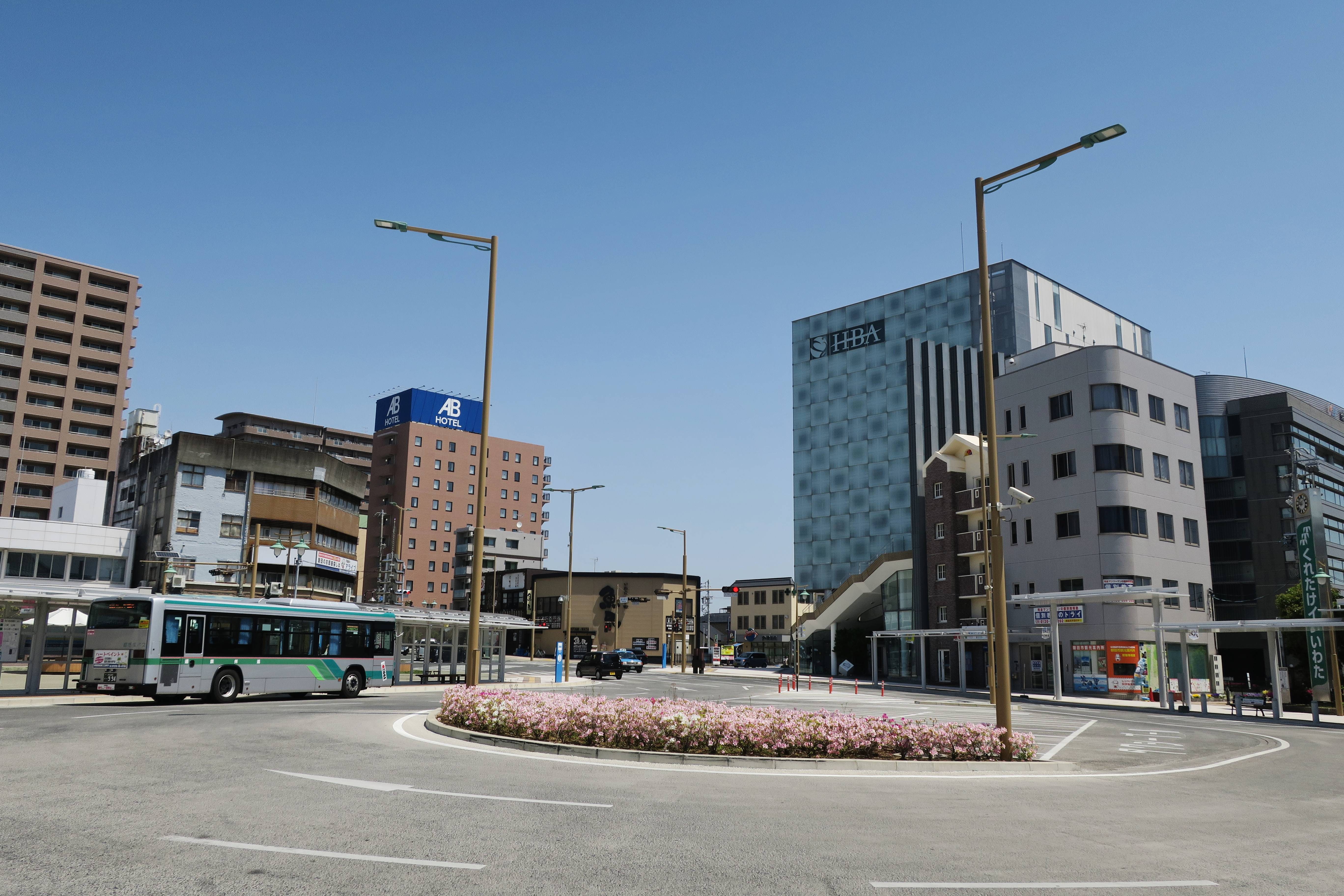
北口駅前広場（2018年4月）
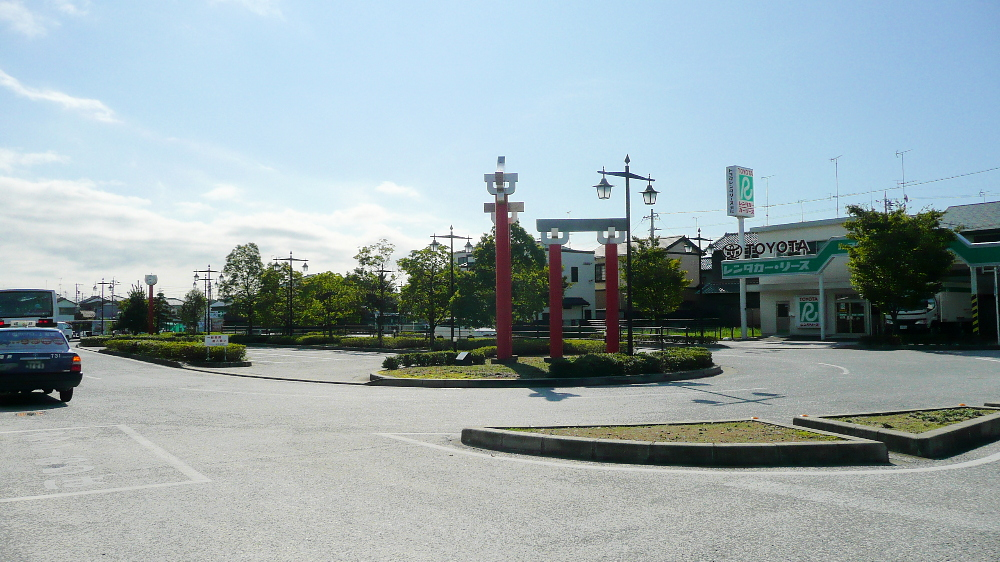
南口駅前広場（2008年9月）

## バス路線
停留所名は、南口は「磐田駅南口」、磐田線は「磐田駅前」、それ以外はすべて「磐田駅」である。
| のりば | 停留所名   | 運行事業者                                        | 路線名             | 行先                            | 備考                                     |
| ------ | ---------- | ------------------------------------------------- | ------------------ | ------------------------------- | ---------------------------------------- |
| 1      | 磐田駅     | 遠鉄バス                                          | 城之崎線           | 磐田営業所 （・スズキ磐田工場） | 始発便のみスズキ磐田工場行               |
| 1      | 磐田駅     | 遠鉄バス                                          | 磐田市立病院福田線 | 磐田市立病院                    | 磐田北高経由便の運行もある               |
| 2      | 磐田駅     | 遠鉄バス                                          | 中ノ町磐田線       | 磐田営業所                      | 平日の朝1便のみ磐田東高経由              |
| 2      | 磐田駅     | 遠鉄バス                                          | 城之崎線           | 磐田営業所                      | 土日祝日の朝1便のみ運行 （磐田東高行き） |
| 2      | 磐田駅     | 遠鉄バス                                          | 磐田天竜線         | ららぽーと磐田・山東            |                                          |
| 2      | 磐田駅前   | 秋葉バスサービス （磐田市・袋井市・森町自主運行） | 磐田線             | 遠州森町                        | 全便平日のみ運行                         |
| 3      | 磐田駅     | 遠鉄バス                                          | 磐田市立病院福田線 | 豊浜郵便局                      |                                          |
| 3      | 磐田駅     | 浜松バス                                          | 掛塚磐田駅線       | 蟹町 / 磐田北高                 | 磐田市生活バス路線                       |
| 4      | 磐田駅     | 遠鉄バス                                          | 中ノ町磐田線       | 浜松駅                          |                                          |
| 南口   | 磐田駅南口 | 遠鉄バス                                          | 磐田市立病院福田線 | 豊浜郵便局 / 磐田市立病院       |                                          |

## 隣の駅
※「ホームライナー静岡」「ホームライナー浜松」の隣の停車駅は東海道線 (静岡地区)を参照のこと。
東海旅客鉄道（JR東海）
CA 東海道本線
御厨駅 (CA30) - 磐田駅 (CA31) - 豊田町駅 (CA32)

### かつて存在した路線
光明電気鉄道
新中泉駅 - 中泉二之宮駅